# 1 złoty polski (1818–1819)
1 złoty polski (1818–1819) – moneta jednozłotowa Królestwa Kongresowego okresu autonomii, wprowadzona ukazem cara Aleksandra I z 1 grudnia 1815 r., bita w srebrze w latach 1818–1819, według systemu monetarnego opartego na grzywnie kolońskiej. Moneta nie posiadała otoku i dlatego w 1822 r. została zastąpiona złotówką o zmniejszonej średnicy, z otokiem.  Wycofano ją z obiegu 1 maja 1847 r.
Moneta została wybita bez otoku, podobnie jak wszystkie początkowe emisje Królestwa Polskiego okresu autonomii.

## Awers
Na tej stronie umieszczono prawe popiersie cara Aleksandra I, dookoła otokowo napis:

ALEXANDER I CESARZ SA.W.ROS.KRÓL POLSKI *

## Rewers
Na tej stronie umieszczono średni herb Królestwa Kongresowego, tzn. orła rosyjsko-polskiego – dwugłowy orzeł z trzema koronami, dużą pośrodku i dwiema małymi na głowach orła, w prawej łapie trzyma miecz i berło, w lewej jabłko królewskie, na piersi, na tle gronostajowego płaszcza, tarcza herbowa z polskim orłem. Po obu stronach dużej korony rok bicia „18 18" lub „18 19". Na dole, po obu stronach ogona orła, znajduje się znak intendenta mennicy w Warszawie – I.B. (Jakuba Benika), dookoła otokowo napis:

1.ZŁOTY POLSKI. 86 86/125 Z GR•CZ•KOL•

## Opis
Monetę bito w mennicy w Warszawie, w srebrze próby 593, na krążku o średnicy 23 mm, masie 4,54 grama, z rantem skośnie ząbkowanym, bez otoku. Według sprawozdań mennicy w latach 1818–1819 w obieg wypuszczono 3 460 996 sztuk.
Stopień rzadkości poszczególnych roczników przedstawiono w tabeli:
| Rocznik             | Stopień rzadkości | Szacowana liczba egzemplarzy | Zdjęcie |
| ------------------- | ----------------- | ---------------------------- | ------- |
| 1 złoty polski 1818 | [ 8 ]             | ponad 400 000                |         |
| 1 złoty polski 1819 | R                 | 80 001–400 000               |         |

Moneta była bita w latach panowania Aleksandra I, więc w numizmatyce rosyjskiej zaliczana jest do kategorii monet tego cara.
Złotówka była bita na starych automatach menniczych, które rozpoczęły swoją pracę jeszcze w czasach Rzeczypospolitej Obojga Narodów. Maszyny te nie pozwalały na emisję monet z wystającym powyżej rysunków awersu i rewersu obrzeżem (zwanym otokiem), mającym zmniejszać tempo ścierania się rysunków egzemplarzy uczestniczących w codziennym obrocie pieniężnym. W odpowiedzi na pismo Namiestnika Królestwa Polskiego z 9 kwietnia 1818 r. zawierające prośbę o wyrażenie zgody na:
- bicie monet z napisem „z miedzi krajowej” oraz
- srebrnych 10-złotówek, które nie były wymienione w akcie prawnym z 1 grudnia 1815 r.,

król-cesarz Aleksander I wyraził zgodę, warunkując ją koniecznością bicia ich przez Mennicę Królewską w Warszawie „w formie cylindrycznej, z wykonaniem obrzeża monet prostopadłego do płaszczyzny krążka”. W celu wypełnienia wymagania narzuconego przez administrację petersburską koniecznym było sprowadzenie ze stolicy Cesarstwa Rosyjskiego parowych maszyn menniczych, które postanowiono zainstalować w nowo budowanym gmachu mennicy. Pojawienie się w 1819 r. różnych nominałów z otokiem wiązało się z uruchomieniem petersburskich automatów. Monety z otokiem i prostopadle ząbkowanym rantem z 1818 r. miały charakter próbny i były bardzo nieliczne. Na przełomie XX i XXI w. znane są egzemplarze złotówek z datą roczną 1818 wybitych z otokiem, co do których autorzy katalogów nie są zgodni czy powinny mieć status monet próbnych, czy ewentualnie nowego bicia.